# Philip Mounstephen
Philip Ian Mounstephen (né le 13 juillet 1959) est un évêque et missionnaire anglican britannique. Il est évêque de Winchester depuis 2023, après avoir été évêque de Truro de novembre 2018 à 2023. Mounstephen est auparavant le dirigeant exécutif de la Church Mission Society (CMS) et travaille pour la Church Pastoral Aid Society (CPAS) après avoir servi dans le ministère paroissial dans le diocèse d'Oxford, le diocèse de Southwark et le Diocèse de Gibraltar en Europe.

## Jeunesse
Mounstephen est né le 13 juillet 1959 à Crookham Village, Hampshire, Angleterre. Il fait ses études à la St Edward's School d'Oxford, un internat privé à Oxford, dans l'Oxfordshire. Il étudie la littérature anglaise à l'Université de Southampton et obtient un baccalauréat ès arts (BA) en 1980. Il suit ensuite une formation d'enseignant au Magdalen College d'Oxford, obtenant son certificat d'études supérieures en éducation (PGCE) en 1981.
En 1985, Mounstephen entre à Wycliffe Hall, à Oxford, un collège théologique évangélique anglican, pour se former au ministère ordonné. Pendant ce temps, il étudie également la théologie au Magdalen College d'Oxford et obtient un autre BA en 1987, promu ensuite en une maîtrise ès arts (MA Oxon). Il obtient également un certificat en théologie (CTh) en 1988.

## Ministère ordonné
Mounstephen est ordonné dans l'Église d'Angleterre, comme diacre à Petertide 1988 (3 juillet) à l'église St Mary, Amersham  et comme prêtre au Petertide suivant (2 juillet 1989) à la cathédrale Christ Church d'Oxford — les deux fois par Simon Burrows, évêque de Buckingham. De 1988 à 1992, il exerce ses fonctions à l'église St James de Gerrards Cross avec l'église St James de Fulmer dans le diocèse d'Oxford. De 1992 à 1998, il est vicaire de l'église St James de West Streatham dans le diocèse de Southwark.
En 1998, Mounstephen rejoint la Church Pastoral Aid Society (CPAS) et occupe plusieurs postes : il dirige Pathfinders de 1998 à 2002, est directeur du Réseau CY de 2001 à 2002, chef du ministère de 2002 à 2007 et directeur général adjoint de 2004 à 2007.
En janvier 2007, Mounstephen revient au ministère paroissial en tant qu'aumônier (le ministre principal) de l'église Saint-Michel de Paris. Durant son séjour à Paris, il est également membre du synode diocésain du diocèse d'Europe. Il est nommé chanoine mineur de la Cathédrale de la Sainte-Trinité de Gibraltar en août 2012, et il est agrégé comme « chanoine sans stalle » lors d'un service à l'église St Matthew de Westminster en octobre 2017.
Le 1er juillet 2012, il est nommé dirigeant exécutif de la Church Mission Society (CMS) à la suite de Tim Dakin et prend ses fonctions le 13 octobre 2012 lors d'un service à l'église St Aldate d'Oxford,.
Le 30 août 2018, il est nommé évêque de Truro, prenant ses fonctions le 20 novembre à St Mary-le-Bow. Il est consacré évêque, le 30 novembre à la cathédrale Saint-Paul par Justin Welby, Archevêque de Cantorbéry, et est accueilli à la Cathédrale de Truro le 12 janvier 2019.
En juillet 2023, il est nommé évêque de Winchester,. Il est officiellement transféré de Truro à Winchester lors de la confirmation de son élection le 10 octobre à St Mary-le-Bow.
L'évêque de Winchester est l'un des cinq évêques de l'Église d'Angleterre qui siègent d'office parmi les 26 Lords Spiritual de la Chambre des lords. Mounstephen rejoint la Chambre des Lords le 15 novembre 2023. Il prononce son premier discours le 11 janvier 2024 lors d'un débat sur l'impact du changement climatique sur les pays en développement.
En 1984, Mounstephen épouse Ruth Weston. Ensemble, ils ont une fille,.

## Publications
- Philip Mounstephen et Kelly Martin, Body beautiful?: recapturing a vision for all-age church, Cambridge, Grove Books, 2004 (ISBN 978-1851745739)
- Mounstephen, « Teapots and DNA: The Foundations of CMS », Intermission, vol. 22,‎ 2015 (lire en ligne)
- Mark Berry et Philip Mounstephen, The Forgotten Factor: Placing Community at the Heart of Mission, Cambridge, Grove Books, 2017 (ISBN 978-1788270021)